# فرانك لوك
فرانك لوك (بالإنجليزية: Frank Luke)‏ هو طيار وطيار مقاتل أمريكي، ولد في 19 مايو 1897 في فينيكس في الولايات المتحدة، وتوفي في 29 سبتمبر 1918 في Murvaux ‏ في فرنسا.